# Jean-Baptiste Mengal
Jean-Baptiste Mengal (Gent, 21 februari 1792 – Parijs, 19 december 1878) was een Frans hoornist en componist.
Vader Jospehus Mengal en moeder Maria Van Hamme lieten hem op zijn geboortedag als Joannes Baptista dopen in de Sint-Pietersparochie. Broer Martin-Joseph Mengal was eveneens hoornist en componist.
Jean Baptiste leerde het vak van hoornist in eerste instantie van zijn vader, die hoornist was aan de Gentse Opera. Na zijn vader trad zijn broer op als zijn leraar. Hij ging vervolgens spelen in het orkest van de schouwburg in Gent. Hij studeerde vanaf 1812 verder aan het conservatorium in Parijs en wel bij hoornist Dommich. Hij was in Parijs tevens hoornist bij het orkest van het Théâtre des Italiens, Opéra-Comique, Hij nam zitting in het hoforkest van Lodewijk XVIII van Frankrijk en was er oprichter en solist bij het "Société des concerts du conservatorire". Als componist schreef hij voornamelijk werken voor hoorn of koperblazers, maar schreef ook studiemateriaal voor die muziekinstrumenten. Hij schreef meer dan dertig werken; zo is opus 38 een fantasie voor kornet of piston op thema’s uit Oberon van Carl Maria von Weber